# Gilbert Louis

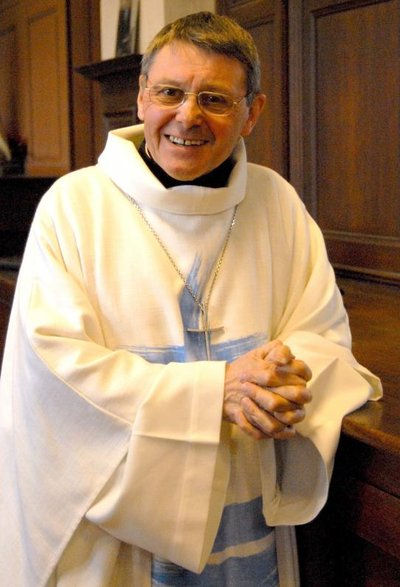
Gilbert Louis

Gilbert Louis (* 31. Mai 1940 in Champsecret, Orne) ist ein französischer Geistlicher und emeritierter römisch-katholischer Bischof von Châlons.

## Leben
Gilbert Louis empfing am 11. Juli 1965 die Priesterweihe.
Papst Johannes Paul II. ernannte ihn am 1. März 1999 zum Bischof von Châlons. Der Erzbischof von Lyon, Louis-Marie Billé, spendete ihm am 11. April desselben Jahres die Bischofsweihe; Mitkonsekratoren waren Henri-François-Marie-Pierre Derouet, Bischof von Arras, und Yves-Maria Guy Dubigeon, Bischof von Sées.
Am 23. Dezember 2015 nahm Papst Franziskus seinen altersbedingten Rücktritt an.